# 1998 UA37
1998 UA37 är en asteroid i huvudbältet som upptäcktes den 28 oktober 1998 av LINEAR i Socorro County, New Mexico.
Asteroiden har en diameter på ungefär 6 kilometer.